# FSV Kroppach
 (janvier 2023).
Si vous disposez d'ouvrages ou d'articles de référence ou si vous connaissez des sites web de qualité traitant du thème abordé ici, merci de compléter l'article en donnant les références utiles à sa vérifiabilité et en les liant à la section « Notes et références ».
Le FSV Kroppach est un club allemand de tennis de table. Son équipe féminine est quadruple championne d'Allemagne en titre.

## Histoire
Évoluant au milieu des années 1990 dans les championnats amateurs, l'équipe féminine a démarré son ascension fulgurante en 1995 : promues chaque année pour atteindre la Bundesliga en 2000. Dès leur première année, elles terminent vice-championnes d'Allemagne en s'inclinant en finale du championnat face au FC Langweid. Elles remportent leur premier titre l'année suivante (2002), les qualifiant pour la Coupe d'Europe des Clubs Champions. S'inclinant en finale du championnat d'Allemagne à nouveau face au TTC Langweid, elles décrochent le graal européen face aux Italiennes du Sterilgarda TT Castel Goffredo.

Les trois années suivantes sont celles des déceptions car elles s'inclinent en 2005 pour la troisième année consécutive en finale du championnat allemand. À la suite d'une réforme du championnat ou la formule des plays-offs laisse place à un classement final, elles terminent deuxièmes et pour la quatrième année consécutive vice-championnes d'Allemagne.

Les filles du FSV Kroppach renouent avec le succès en 2008 : championnes d'Allemagne, elles s'inclinent dans la confusion en finale de la Ligue des champions face aux Néerlandaises du Li-Ning/Infinity Heerlen. Kroppach remporte le match aller à domicile 3-1. Mais le match ayant été arbitré par des Allemands du fait qu'aucun arbitre international n'était disponible ce jour-là, l'ETTU décide d'annuler les résultats, de changer l'ordre des matchs et de rejouer le match en Allemagne.
A Heerlen, les Allemandes perdent le nouveau match aller 3-1. Seulement, le match retour en Allemagne n'a jamais eu lieu, officiellement à la suite de désaccords entre les dirigeants de Kroppach et ceux de l'ETTU pour fixer une date. Là-dessus, la Ligue des champions 2007/08 a finalement été adjugée aux Néerlandaises.
En 2009, elles conservent leur titre national mais s'inclinent à nouveau en finale de la Ligue des Champions face au Linz AG Froschberg en remportant leur match aller (joué cette fois-ci) 3-2 mais en perdant 3-1 chez les Autrichiennes. L'année suivante, conservant à nouveau leur titre allemand, le FSV Kroppach décide de ne pas participer à la Ligue des Champions à la suite à nouveau de désaccords entre les dirigeants du club et des instances européennes. Le club conserve pour la quatrième année consécutive son titre national.

## Palmarès
- Vainqueur de la Coupe d'Europe des Clubs Champions en 2003
- Finaliste de la Ligue des Champions en 2008 et 2009
- Championnes d'Allemagne en 2002, 2008, 2009, 2010, 2011